# ハイパーラプス
ハイパーラプス（英: hyperlapse）、もしくはウォークラプスとは、タイムラプス撮影の技法のひとつ。タイムラプス・シーケンスとトラッキングショットとを組み合わせたもので、1コマ撮影するごとにカメラの位置をずらしていくものである。カメラをドリー（撮影用台車）に乗せて短い距離を移動させる「モーション・タイムラプス」とは異なり、非常に長い距離にわたってカメラを移動させるものをいう。

## 技法
動画中の時間を実時間より速めるタイムラプスという映画技法に、空間移動の要素を付け加えたものである。一般的には、正確に定められた固定点にカメラを向け、そのまま長い距離にわたって移動させる。レールやカメラドリーの使用が適さない長距離の撮影では、手作業でカメラの移動が行われることもある。撮影した一連の静止画をポストプロダクション作業で継ぎ合わせて動画とする。

## 歴史
「ハイパーラプス」という言葉を作ったのはアメリカ人の映画製作者ダン・エッカートだが、実質的に普及させたのは、自作に『ベルリン・ハイパーラプス』（2012年）という題名をつけたビデオ・アーティストのシャハブ・ベズミである。
エッカートやベズミに影響を与えたのは、カッツィ三部作などの実験的ドキュメンタリー映画で知られるアメリカ人監督、ゴッドフリー・レジオである。レジオの作品で用いられるタイムラプス・シーンは、時空の移り変わりによって人間を超えた全知の位置に視聴者を導き、ある種のパトスを惹起するように意図されていた。
ハイパーラプスの源流となったもう一つのテクニックはガイ・ローランドによって発明された。ローランドは1986年にスーパー8mmフィルムカメラを用いて映像的実験を行い、被写体を並べて撮影しながら1フレームごとに視点を移動させるイメージ圧縮のテクニックを編み出した。ローランドは1991年にモントリオールで撮影したスーパー8mm作品 Pace によってこの技法を完全に確立した。4年後の作品 Pacer  でも同じ技法が採用され、Pace の映像的テーマがさらに深められた。Pacer の撮影地はやはりモントリオールであったが、撮影には16mmの巻き取り式ボレックス製カメラが用いられていた。ローランドは同作で技法を発展させ、現代のハイパーラプス動画で一般に用いられている移動や回転の様式を作り出した。1995年には低解像度のテレシネ版 Pacer がビデオ・マガジン『チャンネル・ゼロ』に収録され、ローランドの技法は広い視聴者に知られるようになった。影響力の強いビジュアル・アーティストTopherZ（ダンディライオン・コレクティブ所属）もその一人である。TopherZはローランドの技法から影響を受けたことを公言しており、 Nirvana Drive  などの映像作品でこの映像的テーマを掘り下げている。
2004年に公開されたローランドの映像作品 Spacer でハイパーラプスは完成の一歩手前まで来た。同作は2001年から翌年にかけてバンクーバーで撮影された。当時はデジタル撮影の萌芽期であり、撮影には自動露出デジタルカメラのニコン990や、最初期のデジタル一眼レフであったオリンパスE-10が用いられた。リニアなフィルム・リールからデジタル方式へ移行したことで編集上の制約は少なくなったものの、ローランドはデジタルカメラの処理速度や記録媒体容量の不足に悩まされた。現在ではもはやハイパーラプス動画を作成する上でこれらが障害となることはない。Spacer は世界各地の映画祭で70回以上上映され、CFCワールドワイド・ショートフィルム・フェスティバル実験映画賞など多くの賞を受けた。同作はカナダ国立映画制作庁（:en:NFB）に販売され、その機会に Kino Citius と改題された。NFBはローランドとともにこの技法を用いてフルデジタルの大判映画 Citius を製作することを計画していたが、カナダの政治状況の変化により中止された。

## 発展
デジタル撮影の画質向上によって、より効率的な露出方式が使えるようになり、ポストプロダクション・プロセスにおいて画像シーケンス安定化を行う自動化ソフトウェアの性能もさらに強化された。加えて、デジタル一眼レフカメラの撮像素子の最大解像度が年々増大していることで、ポストプロダクションでズーム比を拡大しても画質の低下が目立たなくなった。これによって映像編集技法の可能性がさらに広がり、画像シーケンスのダイナミクスがさらに向上した。
カナダのデザイン事務所Teehan+LaX （仏語版）はGoogle ストリートビューの画像を用いてハイパーラプス映像を制作した。ストリートビューでは360°全方向の情景が記録されているため、広い範囲にわたるカメラ移動をシミュレーションすることができる。同社のデモビデオは2013年に公開され、広く視聴された。
Facebookが所有する画像共有ソーシャルサービスInstagramは2014年8月24日に「ハイパーラプス」という名のアプリを配信開始した。同社の画像安定化技術とモバイル機器のカメラアプリを用い、タイムラプス動画を手軽に作成できるものである。
SIGGRAPH2014において、マイクロソフトリサーチの研究グループの一つが「ハイパーラプス」に似た動画作成アプリを発表した。プラットフォームとしてはWindowsやWindows Phone、Androidが想定されていた。このアプリはGoProカメラを用いるもので、ヘルメットカメラで記録したロック・クライミングやサイクリングなどの一人称映像を、視点がスムーズに移動するタイムラプス動画へと変換するアプリである。このような一人称映像は一般に不規則な振動を含み、高速で再生すると振動が拡大されてしまう。したがって、単純にフレームのサブサンプリングを行って従来の動画安定化処理を施すだけでは良い結果は得られない。マイクロソフトリサーチの新しいアルゴリズムでは、まず各フレームについて、カメラがたどった軌跡と被写体のプロキシモデルを3D仮想空間の中に生成する。次に、振動を除去した仮想カメラパスを作る。パスは現実の軌跡になるべく近づけられるとともに、レンダリング不能なアングルを含まないように調整されている。最後に仮想カメラの視点から見た映像がレンダリングされる。1枚のフレームを出力するために、前後のフレームから画像の一部を抽出し、プロキシモデルの上に投影してシームレスにつなぎ合わせている。

### 訳注
1. ↑  ほかにwalklapse, spacelapse, stop-motion time-lapse, motion timelapse, moving timelapseとも呼ばれる。
2. ↑  Shahab Gabriel Behzumi
3. ↑  撮影したシーケンスからフレームを間引いて用いる方法。